# Le Petit Robert des noms propres
Le Petit Robert des noms propres est un dictionnaire encyclopédique édité par les dictionnaires Le Robert. Il s’est d’abord appelé ainsi, a pris pour titre Le Robert encyclopédique des noms propres pour les éditions 2008 et 2009 ; et est ensuite revenu à son titre initial. Il a également été édité sous le titre Le Petit Robert 2. Au 30 juin 2023, la dernière édition actualisée de cet ouvrage est celle de 2019.
Répertoriant les noms propres, il est le « pendant encyclopédique » du dictionnaire de langue française, Le Petit Robert. 
Cet ouvrage a pour concurrents principaux Le Petit Larousse (plus précisément sa seconde partie, consacrée aux noms propres), le Dictionnaire Hachette (qui range dans une suite unique noms communs et noms propres) et le Dictionnaire encyclopédique Auzou (qui organise aussi dans une suite unique noms communs et noms propres). Le Petit Robert des noms propres est désormais[Depuis quand ?][Jusqu'à quand ?] publié annuellement, en s'attribuant le millésime de l’année qui suit celle de parution.

## Quelques éditions
- Le Petit Robert des noms propres, Paris, Dictionnaires Le Robert, édition 1994, 2259 p. (ISBN 2-85036-272-7).
- Le Petit Robert des noms propres Dictionnaires Le Robert  (ISBN 2-85036-500-9) et Le Petit Robert le langue française  (ISBN 2-85036-506-8) sont repris dans le coffret illustré par Véronique Sabban 1998 au tirage limité à 1000 exemplaire pour la Fnac.
- Le Petit Robert des noms propres : alphabétique et analogique…, Paris, Dictionnaires le Robert, édition 1999 (parue en août 1998), 2259 p. (ISBN 2-85036-500-9).
- Le Petit Robert des noms propres : alphabétique et analogique, illustré en couleurs, Paris, Dictionnaires le Robert, édition 2003 (parue en mai 2002), 311 p. (ISBN 2-85036-820-2).
- Le Petit Robert des noms propres, édition 2005 (parue en mai 2004) (ISBN 2-85036-823-7).
- Le Petit Robert des noms propres, Paris, dictionnaires Le Robert, coll. « PR2 », édition 2007 (parue le 29 juin 2006), 2523 p., 17 × 25 cm (ISBN 978-2-84902-162-0 et 2-84902-162-8).
- Le Robert encyclopédique des noms propres, Paris, dictionnaires Le Robert, coll. « PR2 », édition 2008 (parue le 1er juin 2007), 2464 p., 17,1 × 24,1 cm (ISBN 978-2-84902-228-3 et 2-84902-228-4).
- Le Robert encyclopédique des noms propres, Paris, dictionnaires Le Robert, coll. « PR2 », édition 2009 (parue le 7 juin 2008), 2470 p., 17,1 × 24,1 cm (ISBN 978-2-84902-388-4 et 2-84902-388-4).
- Le Petit Robert des noms propres, dictionnaires Le Robert, coll. « Dictionnaires Généralistes », édition 2010 (parue le 25 juin 2009), XXIV-2470 p., 17,8 × 24,1 cm (ISBN 978-2-84902-621-2 et 2-84902-621-2).
- Le Petit Robert des noms propres, édition 2011 (parue en 2010}, XXIV-2470 p., 25 cm (ISBN 978-2-84902-740-0).
- Le Petit Robert des noms propres, Paris, dictionnaires Le Robert, coll. « PR2 », édition 2012 (parue le 30 juin 2011), 2688 p., 17,3 × 24,8 cm (ISBN 978-2-84902-888-9 et 2-84902-888-6).
- Le Petit Robert des noms propres, Paris, dictionnaires Le Robert, coll. « PR2 », édition 2013 (parue le 5 juillet 2012), XXIV-2661 p., 17,8 × 24,8 cm (ISBN 978-2-321-00041-9 et 2-321-00041-4).
- Le Petit Robert des noms propres, Paris, dictionnaires Le Robert, coll. « PR2 », édition 2014 (parue le 13 juin 2013), XXIV-2661 p., 17,7 × 24,9 cm (ISBN 978-2-321-00235-2 et 2-321-00235-2).
- Le Petit Robert des noms propres, Paris, dictionnaires Le Robert, coll. « PR2 », édition 2015 (parue le 28 mai 2014), 2470 p., 17,8 × 25,4 cm (ISBN 978-2-321-00473-8 et 2-321-00473-8).
- Le Petit Robert des noms propres : dictionnaire illustré, Paris, le Robert, édition 2016 (parue en 2015), XXIV-2661 p., 25 cm (ISBN 978-2-321-00647-3).
- Le Petit Robert des noms propres, Paris, dictionnaires Le Robert, coll. « PR2 », édition 2017 (parue le 19 mai 2016), 2700 p., 17,1 × 25,4 cm (ISBN 978-2-321-00872-9 et 2-321-00872-5).
- Collectif et Alain Rey (dir.), Le Petit Robert des noms propres, Paris, dictionnaires Le Robert, coll. « PR2 », édition 2019 (parue le 27 juin 2018), 2700 p., 16,5 × 24 cm (ISBN 978-2-321-01300-6 et 2-321-01300-1)  — prix de l'ordre de 60 € .